# The Lord of the Rings: Gollum
The Lord of the Rings: Gollum és un videojoc d'acció i aventura desenvolupat per Daedalic Entertainment i copublicat per Daedalic Entertainment i Nacon. Es basa en les obres de J. R. R. Tolkien, seguint el personatge de Gòl·lum entre els esdeveniments d′El hòbbit i El Senyor dels Anells. El joc està previst per al llançament el 25 de maig de 2023 per a Microsoft Windows, PlayStation 4, PlayStation 5, Xbox One i Xbox Series X/S. Un port de Nintendo Switch es publicaria més tard el 2023.

## Publicació
El joc va ser anunciat per Daedalic Entertainment el març del 2019 per al seu llançament el 2021. Amb l'anunci de l'acord de Nacon, el joc es va retardar fins al 2022. El 24 de maig de 2022, es va anunciar a la pàgina oficial de Twitter del joc que actualment els desenvolupadors tenien com a objectiu una data de llançament de l'1 de setembre de 2022 per al servei Steam i les consoles PlayStation i Xbox. La versió de Nintendo Switch es va anunciar que arribaria el 30 de novembre de 2022. El 25 de juliol de 2022, els desenvolupadors van anunciar un nou retard d'"uns mesos". Després d'haver perdut les dates de llançament previstes per al 2022, Nacon va anunciar que el joc està previst per a un llançament de maig de 2023 per a Steam, PlayStation i Xbox, amb una versió de Switch més tard el 2023.